# Öffentliche Körperschaft Südliche IJsselmeerpolder
Die Öffentliche Körperschaft Südliche IJsselmeerpolder (niederländisch Openbaar Lichaam Zuidelijke IJsselmeerpolders, kurz OL ZIJP) wurde 1955 in den Niederlanden gegründet. Sie umfasste zunächst nur das Gebiet des östlichen Flevolandpolders. 1962 kam das Gebiet des südlichen Flevolandpolders und des Markermeeres hinzu. Zu jener Zeit gehörten diese Gebiete keiner Gemeinde an. Die Körperschaft wurde von einem Landdrost geleitet. Dieser war gleichzeitig der Direktor des Reichsdienstes für die IJsselmeerpolder (ndl.: Rijksdienst voor de IJsselmeerpolders, kurz RIJP). Die Aufsicht über beide Behörden führte das niederländische Innenministerium.
Hier wird aufgezeigt, wann die Adviescommissie („Beiratskommission“) und der Adviesraad („Beirat“) gebildet wurden und wann die jeweilige Gemeinde selbständig wurde und somit aus der Gebietskörperschaft austrat:
| Gemeinde | Jahr der Bildung einer Adviescommissie | Jahr der Bildung eines Adviesraads | Datum des Austritts (Gemeindebildung) |
| -------- | -------------------------------------- | ---------------------------------- | ------------------------------------- |
| Dronten  | –                                      | 1967                               | 1. Januar 1972                        |
| Lelystad | 1968                                   | –                                  | 1. Januar 1980                        |
| Almere   | 1977                                   | 1978                               | 1. Januar 1984                        |
| Zeewolde | 1980                                   | 1982                               | 1. Januar 1984                        |

Nach dem Ausscheiden von Almere und Zeewolde war die Körperschaft nur noch für das Markermeer verantwortlich. Als im Jahr 1996 feststand, dass das Markermeer nicht eingepoldert wird, wurde die Körperschaft aufgelöst.